# The Father - Il padrino dei padrini
The Father - Il Padrino dei Padrini  è un romanzo scritto da Vito Bruschini nel 2009 che narra le vicende del Principe Ferdinando Licata, potente uomo della città di Salemi, in Sicilia, durante il periodo fascista e della sua fuga negli Stati Uniti per sfuggire alle camicie nere.

## I personaggi

### Personaggi principali
- Brian Stoker, capo della famiglia degli Stoker.
- Dixie, ragazzo che fa parte dell'esercito della Salvezza a New York.
- Ferdinando Licata, il principe detto "u patri", "the father" a New York.
- Isabel, ragazza che fa parte dell'esercito della Salvezza a New York.
- Jack Mastrangelo, mafioso cui si rivolge Ferdinando Licata quando si trova a New York.
- Jano Vassallo, figlio di Gaetano, nipote di Geremia a capo di una squadra di azione fascista.
- Johnny Torrio, presidente di Cosa Nostra.
- Lorenzo Costa, capitano dell'esercito regio, poi del corpo di polizia; fonda la sezione dei fasci di combattimento di Salemi; nel 1938 diventa podestà di Salemi.
- Manfredi, emigrato in Africa torna; è il campiere più fidato di Rosario Losurdo.
- Mena Losurdo, terza figlia di Rosario Losurdo.
- Morris Rudesky, malvivente irlandese amico di Jack Mastrangelo, uno degli uomini degli Stoker.
- Nicola Geraci, rappresentante del partito socialista.
- Peppino Ragusa, medico che vive a Salemi, di origini ebree.
- Pietro Bellarato, marchese di Campoallegro.
- Rosario Losurdo, gabellotto del principe Ferdinando Licata, il più ricco gabellotto di Salemi.
- Roy Foster, uno degli uomini degli Stoker.
- Sante Genovese, nipote di Vito Genovese.
- Saro Ragusa, figlio di Peppino Ragusa, orfanello adottato, lavora dal barbiere a Salemi.
- Tom Bontade, capo della famiglia Bontade.

### Personaggi secondari
- Adele, moglie di Manfredi.
- Aldo Martini, uno degli uomini dei Bontade.
- Alex Pagano, uno degli uomini di Saro e Ferdinando Licata.
- Alfio Mastropaola, nobile di Palermo.
- Angelo Bivona, uno degli uomini dei Bontade.
- Angelo Riccioli, appuntato dei carabinieri di Villalba.
- Andrea Finocchiaro Aprile, avvocato che promuove l'indipendenza della Sicilia dall'Italia.
- Annachiara, moglie di Peppino Ragusa.
- Antonino, frate del santuario di Calatafimi.
- Antonio Vella, uno degli uomini dei Bontade.
- Attilio Bizzarri, medico che abita a Salemi.
- Barret, uno degli uomini dei Bontade.
- Ben Eleazar, uno degli uomini dei Bontade.
- Bettino, uno dei campieri di Ferdinando Licata.
- Biagio, figlio di Curzio.
- Bobby Mascellino, uno degli uomini di Jack Mastrangelo.
- Boy Richard, uno degli uomini degli Stoker.
- Calogero Colonna, conte, proprietario insieme alla sorella Paola, di palazzo Cesarò (nel centro di Palermo).
- Carmelo Vanni, uno degli uomini dei Genovese, fa esattore per i Bontade.
- Carmine Mannino, uno degli uomini di Saro e Ferdinando Licata.
- Charles Dickey, sergente della F.B.I..
- Charles Poletti, governatore della Sicilia durante il periodo del governo militare.
- Charles Radcliffe Haffenden, responsabile della sezione investigativa di New York B-3.
- Ciccio Vinciguerra, bracciante, campiere del principe Paolo Moncada.
- Cokey Flo Brown, prostituta di colore, che lavora per Luciano.
- Cooper, guardaspalle di Tom Bontade.
- Corrado, uno degli uomini fidati di Gaetano Vassallo.
- Corrado Abbate, massaro del barone Adragna.
- Cosimo, fa parte della squadra di azione delle camicie nere comandata da Jano.
- Curzio Turrisi, fratello di Salvatore, (ex campiere di Pietro Bellarato), è nella banda di Gaetano Vassallo.
- Damien Stoker, figlio di Brian Stoker.
- Domenico, barbiere di Salemi presso il quale lavora Saro.
- Donato, figlio secondogenito di Rosario Losurdo.
- Elisabetta, figlia di Lavinia.
- Enrico Ferro, marchese di Torrearsa.
- Ester, primogenita della prima moglie di Peppino Ragusa.
- Fabio Zunno, uno degli uomini dei Bontade.
- Frank Hogan, procuratore distrettuale di New York, prende il posto di Dewey.
- George Morton Levy, avvocato ebreo, difensore di Lucky Luciano.
- Ginetto, fa parte della squadra di azione delle camicie nere comandata da Jano.
- Ginevra, figlia di Elisabetta.
- Giovanni Scirè, gabellotto che accoglie Saro quando ritorna in Sicilia.
- Giuseppe Genco Russo, uno dei capimafia siciliani.
- Greco, uno dei capimafia siciliani.
- Haffenden, ammiraglio della marina militare degli Stati Uniti.
- Hugh, guardia del corpo di Damien Stoker.
- Jordan, detto big Jordan, guardaspalle e grande amico di Tom Bontade, cugino di Cooper.
- Kevin, guardia del corpo di Damien, detto il lentigginoso (famiglia Stoker).
- Lavinia, sorella maggiore di Ferdinando Licata.
- Lee Edward, di origine caucasica, uno degli uomini degli Stoker.
- Gaetano Vassallo, pericoloso bandito del territorio di Salemi.
- Geremia Vassallo, fratello di Gaetano, mezzadro di Luigi Ardizzone.
- Gerolamo, analfabeta prende lezioni da Peppino Ragusa.
- Giovanni Vassallo, fratello di Jano.
- Gus Frasca, uno degli uomini dei Genovese.
- Lando Farinella, uno degli uomini di Jack Mastrangelo.
- Lucio Tasca, rappresentante del partito dei latifondisti.
- Luigi Ardizzone, nobile di Palermo.
- Luke Bogart, redattore del giornale “Evening”.
- Marietta, sorella di Calogero Vizzini.
- Mattia Montalto, brigadiere capo.
- Michele, figlio primogenito di Rosario Losurdo, campiere del principe Paolo Moncada.
- Michele Fardella, uomo fidato di Lorenzo, segretario comunale.
- Mike Genna, consigliere di Sante Genovese.
- Mimmo Ferro, gestore dell'osteria di Salemi.
- Montgomery, uno dei generali americaniche guidano le flotte navali anglo-americane per lo sbarco in Sicilia (denominato Sbarco in Sicilia).
- Moses Polakoff, russo di origine ebrea, avvocato di Frank Hogan che tiene i contatti con Luciano.
- Nennella, governante di Rosario Losurdo.
- Nico, marito di Elisabetta.
- Nicola, figlio di Manfredi.
- Nicola Cosentino, uno dei campieri di Rosario Losurdo.
- Ninì Trovato, banditore del comune di Salemi, factotum del podestà.
- Nunzio, fa parte della squadra di azione delle camicie nere comandata da Jano; è il figlio maggiore di Manfredi.
- Paola Colonna, contessa, proprietaria insieme al fratello Calogero, di palazzo Cesarò (nel centro di Palermo).
- Paolo Moncada, principe di Malsavoia.
- Patton, uno dei generali americaniche guidano le flotte navali anglo-americane per lo sbarco in Sicilia.
- Pepè, nipote di Ninì Trovato.
- Peter Alaino, uno degli uomini dei Bontade.
- Peter De Feo, uno degli uomini dei Genovese.
- Petrova, ragazza che fa parte dell'esercito della Salvezza.
- Piera Vassallo, sorella di Jano.
- Prospero Abbate, fa parte della squadra di azione delle camicie nere comandata da Jano; è il figlio di Corrado.
- Quinto, fa parte della squadra di azione delle camicie nere comandata da Jano.
- Raffaele Grassini, giornalista, portavoce del partito degli agrari.
- Rosalia, zia di Jano Vassallo, moglie di Geremia Vassallo.
- Rosita Losurdo, moglie di Rosario, una delle migliori cuoche di Salemi.
- Roy Boccia, ex cecchino nella guerra terminata nel 1918; uno degli uomini di Vito Pizzuto.
- Salvatore Turrisi, contadino, fratello di Curzio, è nella banda di Gaetano Vassallo (ex campiere di Pietro Bellarato).
- Sara, moglie di Mattia Montalto.
- Stellina, ultima figlia di Peppino Ragusa.
- Teresa, donna da cui Gaetano Vassallo ha due figli, Jano e Geremia.
- Tommaso Sciacca, uomo che fa parte della banda di Saro e Ferdinando Licata.
- Tony Russo, di origine caucasica, uno degli uomini degli Stoker.
- Tosco, domestico di Pietro Bellarato (figlio suo e di una domestica).
- Varsallona, brigante di Villalba.
- Victor Anfuso, membro di una sezione dei servizi segreti.
- Vincenza, moglie di Curzio.
- Vincenzo Ciancianna, fa il reclutatore per conto della famiglia Bontade a New York.
- Vincenzo Sanfilippo, uno degli uomini dei Bontade.
- Vincenzo Valli, analfabeta prende lezioni da Peppino Ragusa.
- Vito Pizzuto, gabellotto del feudo Vicaretto, lavora per i Bontade.
- William Brey, procuratore distrettuale di New York.
- William Donovan, avvocato irlandese di Washington, fondatore della sezione Office of Strategic Services dei servizi segreti.

### Personaggi reali
- Lucky Luciano, malvivente italo-americano in realtà Salvatore Lucania.
- Calogero Vizzini, mafioso di Villalba detto "Don Calò".
- Vito Genovese, capo della famiglia Genovese.
- Meyer Lansky, amico di Sante e Luciano.
- Thomas Edmund Dewey, procuratore distrettuale di New York.

## Curiosità
Il regista Giuseppe D'Alatri ha acquistato i diritti cinematografici del libro.

## Edizioni
- Vito Bruschini, The Father, il padrino dei padrini, Nuova narrativa Newton, Newton Compton Editori, 2009,  p. 475, ISBN 978-88-541-1568-2.